# 춘보뎐
《춘보뎐》은 한국방송공사 1TV 특집드라마이다.

## 기획의도
못생겼지만 선량하고 착한 노총각 순보의 짝사랑 드라마

## 제작진
- 극본 : 임충
- 연출 : 엄기백

## 출연진
- 정승호
- 하희라
- 김진해
- 박주아
- 윤문식
- 선동혁
- 김을동
- 정종준
- 김진태
- 김성환
- 이효정
- 정규수